# The Butterfly Effect (album)
The Butterfly Effect è il quarto album, pubblicato nel 1999, della band portoghese Moonspell, ispirato alla teoria del caos. Il suono della band diventa molto più duro e freddo che nei precedenti lavori. Le musiche sono state composte dal tastierista Pedro Paixão.

## Tracce
1. "Soulsick" – 4:16
2. "Butterfly FX" – 3:51
3. "Can't Bee" – 5:11
4. "Lustmord" – 3:44
5. "Self Abuse" – 4:16
6. "I Am The Eternal Spectator" – 3:31
7. "Soulitary Vice" – 3:27
8. "Disappear Here" – 3:33
9. "Adaptables" – 3:00
10. "Angelizer" – 4:27
11. "Tired" – 5:23
12. "K" / "O Mal De Cristo" – 12:40

## Formazione
- Langsuyar (Fernando Ribeiro) – voce
- Ares (João Pedro) – basso elettrico
- Mike (Miguel Gaspar) – batteria
- Passionis (Pedro Paixão)– tastiere, voce
- Mantus (Ricardo Amorim) – chitarra

### Altri musicisti
- Oli Albergaria Savill